# Percival Proctor
Percival P-14 Proctor – brytyjski samolot łącznikowy i treningowy z okresu II wojny światowej.

## Historia
Pod koniec lat 30. XX wieku brytyjskie Ministerstwo Lotnictwa w związku z potrzebą modernizacji swoich sił wydało szereg wymagań na nowe samoloty wojskowe. Jedno z nich z 1938 roku dotyczyło samolotu treningowego, do szkolenia nawigatorów i pilotów.
Na podstawie tych wymagań wytwórnia lotnicza Percival Aircraft Company z Gravesend opracowała samolot oznaczony jako Precival Proctor, który był wersją rozwojową produkowanego już cywilnego samolotu Percival Vega Gull. Samolot różnił się tym, że posiadał tylko dwa miejsca, zamiast trzech swojego poprzednika. Zastosowano w nim także nowy silnik De Havilland Gipsy Six. Projekt tego samolotu przedstawiono Ministerstwu Lotnictwa, które zaakceptowało go i został on skierowany do produkcji seryjnej bez budowy prototypu. 
Pierwszy seryjny samolot, który został oznaczony jako Proctor Mk I został oblatany 8 października 1939 roku. Następnie prowadzono jego produkcję wprowadzając jego kolejne wersje. Produkcję seryjną zakończono w 1945 roku i łącznie zbudowano 1268 samolotów tego typu wszystkich wersji.

## Wersje
- Mk I – samolot łącznikowy, dwumiejscowy
- Mk IA – samolot treningowy do szkolenia radiooperatorów, budowany dla lotnictwa marynarki wojennej (Fleet Air Arm)
- Mk II – samolot treningowy do szkolenia nawigatorów
- Mk III – samolot łącznikowy, trzymiejscowy
- Mk IV – samolot treningowy, czteromiejscowy
- Mk V – wersja cywilna samolotu, przystosowana do przewozu czterech pasażerów

## Służba w lotnictwie
Samoloty Percival Proctor po rozpoczęciu produkcji seryjnej zostały skierowane do jednostek treningowych i szkół lotniczych RAF-u, gdzie szkolono na nich nawigatorów i radiooperatorów. 
Po skierowaniu do Wielkiej Brytanii jednostek lotnictwa amerykańskiego otrzymały one do szkolenia także samoloty tego typu. Części samolotów Proctor używano także jako samolotów łącznikowych. W lotnictwie wojskowym samoloty te używane były do zakończenia II wojny światowej.
Po wycofaniu z lotnictwa wojskowego zostały one sprzedane dla lotnictwa cywilnego, gdzie używano ich do lat 60. XX wieku.

## Opis konstrukcji
Samolot Percival Proctor to jednosilnikowy, dolnopłat o konstrukcji mieszanej, głównie drewnianej, kabiny zakryte, podwozie stałe. 